# Dōgen
Eihei Dōgen (永平道元) también Dōgen Zenji (道元禅師) o Dōgen Kigen (道元希玄) o Kōsō Jōyō Daishi (literalmente Ancestro Eminente, Sustentador de Luz, Gran Maestro) (Kioto, 26 de enero de 1200 – Ib.,  29 de septiembre de 1253) fue un maestro budista japonés fundador de la escuela Sōtō del Zen en este país. 

## Biografía
Nacido en Kioto en el seno de una familia noble, quedó huérfano de padre y madre a muy temprana edad, siendo adoptado por uno de sus tíos. 
A los 13 años, entró como novicio en el Monte Hiei, centro de la Escuela Budista del Tiantai. 
En la primavera de 1223 partió hacia China, regresando a Japón en 1227 tras haber sido reconocido por el maestro Rujing como maestro de la escuela Cáodòng (曹洞宗, pronunciado Sōtō-shū en japonés).
Tras su regreso, desarrolló su actividad religiosa en templos cercanos a Kioto, reuniendo a su alrededor una comunidad de seguidores de la nueva escuela del Budismo Zen. En 1243, se trasladó con ellos a la provincia de Echizen, en la actual prefectura de Fukui. En esta región, fundó el templo Eihei-ji (永平寺), que se mantiene hasta la actualidad como uno de los dos templos principales de la escuela Sōtō.

## El Zen de Dōgen
En el corazón de la variedad de Zen que enseñó Dōgen hay una serie de conceptos clave, los cuales son recalcados de forma repetida en sus escritos.
Todos estos conceptos, sin embargo, están íntimamente interrelacionados unos con otros en el grado en el que todos están directamente conectados con zazen, o la meditación sentada, la cual consideraba Dōgen que es idéntica al Zen, como se expresa claramente en la primera frase del manual de enseñanza de 1243 "Zazen-gi" (坐禪儀; "Principios de Zazen"): 

"Estudiar el Zen... es zazen".

Cuando hace referencia a zazen, Dōgen a menudo se refiere específicamente a shikantaza, traducible libremente como "nada más que sentarse" o "sólo sentarse", que es un tipo de meditación sentada en la cual: 

"el meditador se sienta en un intenso estado de atención concentrada que está libre de pensamientos, no dirigida sobre objeto alguno, y unida a ningún contenido en particular".

## Enseñanzas

### Zazen
Dōgen subrayaba a menudo la importancia crítica de zazen, o meditación sentada como práctica central del budismo. Consideraba que zazen era idéntico a estudiar zen. Esto se señala claramente en la primera frase del manual de instrucciones de 1243 "Zazen-gi" (坐禪儀; "Principios de zazen"): "Estudiar el zen... es zazen". Dōgen enseñó zazen a todo el mundo, incluso para los laicos, hombres o mujeres e incluyendo todas las clases sociales. Al referirse a zazen, Dōgen se refiere más a menudo específicamente a shikantaza', traducible aproximadamente como "nada más que precisamente sentarse", o "simplemente sentarse", que es un tipo de meditación sentada en la que el meditador se sienta "en un estado de atención brillantemente alerta que está libre de pensamientos, dirigida a ningún objeto y apegada a ningún contenido en particular". En su Fukanzazengi, Dōgen escribió:

Para practicar el Zen, una habitación tranquila es lo adecuado. Come y bebe con moderación. Deja a un lado todos los compromisos y pospón todos los asuntos. No pienses en términos de bueno o malo. No juzgues verdadero o falso. Abandona las operaciones de la mente, el intelecto y la conciencia; deja de evaluar con pensamientos, ideas y puntos de vista. No tengas proyectos de llegar a ser Buda. ¿Cómo podría estar eso limitado a sentarse o acostarse?

Dōgen llamaba a esta práctica de zazen "sin pensar" (hi-shiryo) en la que uno es simplemente consciente de las cosas tal como son, más allá del pensar y del no-pensar -el esfuerzo activo por no pensar-.
La actitud mental correcta para zazen según Dōgen es la de no esforzarse sin esfuerzo, esto se debe a que para Dōgen, la iluminación ya está siempre presente.
Además, Dōgen se distanció con frecuencia de las prácticas budistas más sincréticas de la época, incluidas las de su contemporáneo Eisai.  En el Bendowa, Dōgen escribe:

El compromiso con el Zen es desprenderse del cuerpo y de la mente.  No se necesitan ofrendas de incienso, oraciones de homenaje, nembutsu, disciplinas de penitencia o lecturas silenciosas de sutra; basta con sentarse con la mente en blanco.

### Unidad de la práctica-verificación
El concepto primario que subyace en la práctica Zen de Dōgen es "la unidad de la práctica-verificación" o "la unidad del cultivo y la confirmación" (修證一如 shushō-ittō / shushō-ichinyo). El término shō (證, verificación, afirmación, confirmación, logro) también se traduce a veces como "iluminación", aunque esta traducción también es cuestionada por algunos estudiosos.
Esta enseñanza fue explicada por primera vez y de forma más famosa en el Bendōwa (弁道話 Charla sobre el esfuerzo del camino, c. 1231) de la siguiente manera:
Pensar que la práctica y la verificación no son una es el punto de vista de los infieles. En el buddha-dharma, práctica y verificación son lo mismo [shushō kore itto nari]. Puesto que se trata de una práctica basada en la verificación, la búsqueda del camino por parte del principiante es toda la sustancia de la verificación original. Por lo tanto, al dar instrucción sobre lo que hay que tener cuidado en la práctica, enseñamos a no esperar verificación fuera de la práctica, pues [la práctica] es en sí misma verificación original. Puesto que es la verificación de la práctica, la verificación no tiene límite; puesto que es la práctica de la verificación, la práctica no tiene principio.

En el Fukanzazengi (Recomendación universal para zazen), Dōgen explica cómo practicar zazen y luego explica la naturaleza de la verificación 
Si captas el punto de esta [práctica], los cuatro elementos [del cuerpo] se volverán ligeros y tranquilos, el espíritu estará fresco y agudo, los pensamientos serán correctos y claros; el sabor del dharma sostendrá el espíritu, y estarás tranquilo, puro y alegre. Tu vida cotidiana será [la expresión de] tu verdadero estado natural. Una vez que alcances la clarificación [de la verdad], podrás asemejarte al dragón que gana el agua o al tigre que se adentra en las montañas. Debes darte cuenta de que cuando el pensamiento correcto está presente, la torpeza y la agitación no pueden entrometerse. 

### Naturaleza de Buda
Para Dōgen, naturaleza-buda o busshō (佛性) es toda la realidad, "todas las cosas" (悉有). En el Shōbōgenzō', Dōgen escribe que "todo el ser es la naturaleza de Buda" y que incluso los objetos inanimados (rocas, arena, agua) son una expresión de la naturaleza de Buda. Rechazó cualquier punto de vista que considerara la naturaleza búdica como un ser interior permanente y sustancial o un fundamento. Dōgen describe la naturaleza búdica como "vasto vacío", "el mundo del devenir" y escribe que "la impermanencia es en sí misma naturaleza búdica". Según Dōgen:
Por lo tanto, la impermanencia misma de la hierba y del árbol, de la espesura y del bosque es la naturaleza de Buda. La impermanencia misma de los hombres y las cosas, el cuerpo y la mente, es la naturaleza de Buda. La naturaleza y las tierras, las montañas y los ríos, son impermanentes porque son la naturaleza de Buda. La iluminación suprema y completa, porque es impermanente, es la naturaleza de Buda.
Takashi James Kodera escribe que la fuente principal de la comprensión de Dōgen de la naturaleza de Buda es un pasaje del Nirvana sutra' que fue ampliamente entendido como la afirmación de que todos los seres sensibles poseen la naturaleza de Buda. Sin embargo, Dōgen interpretó el pasaje de forma diferente, traduciéndolo de la siguiente manera: 
Todos son (一 切) seres sensibles, (衆生) todas las cosas son (悉有) la naturaleza de Buda (佛性); el Tathagata (如来) permanece constantemente (常住), es inexistente (無) pero existente (有), y es cambio (變易). 
Takashi explica que "mientras que en la lectura convencional la naturaleza de Buda se entiende como una esencia permanente inherente a todos los seres sensibles, Dōgen sostiene que todas las cosas son la naturaleza de Buda. En la primera lectura, la naturaleza de Buda es un cambio menos potencial, pero en la segunda, es la actualidad eternamente naciente y perecedera de todas las cosas del mundo."
Así, para Dōgen la naturaleza-buda lo incluye todo, la totalidad de "todas las cosas", incluidos los objetos inanimados como la hierba, los árboles y la tierra (que también son "mente" para Dōgen).

### Tiempo-Ser
La concepción de Dōgen del Ser-Tiempo o Ser-Tiempo (Uji, 有時) es un elemento esencial de su metafísica en el Shōbōgenzō. Según la interpretación tradicional, "Uji significa aquí que el tiempo mismo es el ser, y todo ser es tiempo." Uji son todas las actividades cambiantes y dinámicas que existen como el flujo del devenir, todos los seres del mundo entero son tiempo. Así pues, se habla de los dos términos a la vez para subrayar que las cosas no deben verse como conceptos separados. Además, se trata de no abstraer el tiempo y el ser como conceptos racionales. Este punto de vista ha sido desarrollado por estudiosos como Steven Heine, Joan Stambaugh y otros, y ha servido de motivación para comparar la obra de Dōgen con la del "Dasein" de Martin Heidegger.[cita requerida] Recientemente, sin embargo, Rein Raud ha argumentado que este punto de vista no es correcto y que Dōgen afirma que toda existencia es momentánea, mostrando que tal lectura haría bastante lúcidos bastantes de los pasajes más bien crípticos del Shōbōgenzō.

### Expresión perfecta
Otro elemento esencial de la metafísica "performativa" de Dōgen es su concepción de la Expresión perfecta (Dōtoku, 道得). "Mientras que una visión radicalmente crítica sobre el lenguaje como soteriológicamente ineficiente, si no positivamente perjudicial, es por lo que el budismo zen es famoso," se puede argumentar "'en el marco de una teoría racional del lenguaje, contra una interpretación oscurantista del zen que una y otra vez invoca la experiencia. '" Dōgen distingue dos tipos de lenguaje: monji 文字, el primero, -siguiendo a Ernst Cassirer- "tipo discursivo que estructura constantemente nuestras experiencias y -más fundamentalmente- produce de hecho el mundo que experimentamos en primer lugar"; y dōtoku 道得, el segundo, "tipo presentativo, que adopta una postura holística y establece la totalidad de las significaciones a través de una textura de relaciones. ". Como señala Döll, "es este segundo tipo, como sostiene Müller, el que permite una visión positiva del lenguaje incluso desde la perspectiva radicalmente escéptica de la marca del budismo zen de Dōgen."

### Crítica de Rinzai
Dōgen criticaba a veces a la escuela Rinzai por su práctica formulaica e intelectual del koan (como la práctica del Shiryoken o "Cuatro Discernimientos") así como por su desprecio hacia los sutras:
Recientemente en la gran dinastía Sung de China hay muchos que se hacen llamar "maestros zen". No conocen el Dharma de Buda en toda su extensión. Han oído y visto muy poco. Memorizan dos o tres dichos de Lin Chi y Yun Men y piensan que éste es todo el camino del Dharma del Buda. Si el Dharma del Buda pudiera condensarse en dos o tres dichos de Lin Chi y Yun Men, no se habría transmitido hasta nuestros días. Difícilmente se puede decir que Lin Chi y Yun Men sean los Venerables del Buda-Dharma.
.
Dōgen también fue muy crítico con la escuela japonesa Daruma de Dainichi Nōnin.

### Virtudes
La perspectiva de Dogen sobre la virtud se discute en el texto Shōbōgenzō como algo que debe practicarse interiormente para que se manifieste en el exterior. En otras palabras, la virtud es algo que es tanto interno como externo, en el sentido de que uno puede practicar buenas disposiciones internas y también la expresión de estas buenas disposiciones.

## Legado
Su obra maestra, Shōbōgenzō (正法眼蔵), es una de las cumbres de la literatura Zen. 
Escrita a lo largo de más de veinte años, se compone en sus ediciones modernas de 95 capítulos o fascículos.
Dōgen trató en ellos una gran variedad de temas, desde indicaciones prácticas para la 
organización de la vida monacal o la correcta práctica del zazen, a recuerdos de su viaje a China o reflexiones filosóficas, entre las cuales destaca su concepción del tiempo.

## En la cultura popular
- En 2009 se estrenó en Japón el biopic sobre la vida de Dōgen titulado Zen (禅 ZEN) dirigido por Banmei Takahashi y con Nakamura Kankurō VI en el papel de Dōgen.
- En la serie estadounidense Lost, un personaje Japonés, líder de una tribu nativa se llama Dogen.

## Obras
- Eiheikoroku (es: Crónica extensa de Eihei), recopilación de las conferencias de Dogen. Está dividida en diez volúmenes.

- Eiheishingi (es: Puros criterios de Eihei), incluye otros textos tales como el Bendoho (es: Métodos de la búsqueda de la verdad), Fushukuhanho (es: Método de tomar las comidas), Tenzokyokun (es: Instrucciones para el cocinero). Se trata de textos orientados al orden comunitario de la vida monacal.

- Fukanzazengi (es: Guía universal para el método estándar de zazen), instrucciones para la correcta práctica del zazen.

- Gakudoyojinshu (es: Colección de asuntos sobre el aprendizaje de la verdad), conjunto de textos independientes, probablemente recopilados por Dogen. Abordan asuntos relativos a la práctica del budismo.

- Hogyoki (es: Crónica de la era Hogyo), preguntas y respuestas entre Dogen y su maestro Tendo Nyojo.

- Shinji-shobogenzo (es: Tesoro del verdadero ojo del dharma, en caracteres chinos originales), recopilación de Dogen de 300 koanes, sin comentarios.

- Shobogenzo (es: Tesoro del verdadero ojo del dharma), obra más reconocida de Dogen que en ediciones modernas cuenta con 95 capítulos. Versa sobre una amplia cantidad de temas, resaltando como puntos principales la no dualidad de la realidad y el zazen como vía principal para alcanzar el conocimiento de la realidad.

- Shobogenzo Zuimonki (es: Tesoro del verdadero ojo del dharma fácil de entender para los oídos), colección de charlas informales de Dogen, ocurridas entre 1235 y 1237.